# 運賃制度
運賃制度（うんちんせいど）とは、旅客運送事業における運賃の算出方式である。

## 概要
運賃制度にはロンドン地下鉄などで採用されているゾーン制や、パリ地下鉄などで採用されている均一運賃など、幾つかのシステムがある。日本の鉄道では各駅間の距離に応じて運賃が設定されることが多いが、このように距離に応じた細かい運賃設定を行っている国は多くはない。
実際には複数の制度を組み合わせた運賃体系を採用している事業者も多く、明確に区分できるものではない。例えば広島電鉄や福井鉄道福武線の場合、軌道区間のみは均一制運賃、鉄道区間をまたぐと対距離区間制（対キロ区間制）運賃となり、均一制、区間制、対距離制の3つの運賃制度が併存している。軌道区間を大きなゾーンとし、鉄道区間の各駅を1駅のみのゾーンとみなせば、ゾーン制運賃と捉えることもできる。
日本のバスでは利用実態に合わせて複雑な運賃制度を採用している事業者が多い。例えば両備バスや富山地鉄バスの場合、区間制運賃に、指定停留所（後述）によってゾーン制運賃が内包されている。日本のバスではこのタイプの運賃制度を採用する路線が多い。またバス停留所間の距離が長い過疎地域の路線バスではすべてのバス停留所間の運賃が異なるなどの事例もあり、この場合は区間制かゾーン制かという概念で区別できないことになる。
以下に各制度について解説する。

## 均一制
距離や時間に関係なく金額が変わらない運賃。
鉄道の場合には切符の種類を単純化でき、改札システムも単純化できるという利点がある。均一運賃を採用しているパリ地下鉄では、1回券、回数券、1日券、2日券などに券種が単純化されている。
日本では主に大都市部や地方中核都市の中心市街地の路線バス、コミュニティバスや乗合タクシー、路面電車などで採用されることが多い運賃制度である。車内で乗車整理券が発行されない点が下記の運賃制度とは異なる。運賃先払いを採用する事業者が多くを占めるが、後払いの事業者も少なくはない。
利用者にとってはわかりやすい運賃制度であるが、営業距離が長くなればなるほどこの制度には限界が生じる。そのため、この制度が採用されている場合でも、定期乗車券に限って距離制が用いられている場合もある。

### 採用事業者

#### バス
多数に上るため省略する。純粋な均一制運賃として、例えば東京都交通局（都営バス）などの東京23区内を走る路線バスの23区内均一運賃や首都圏の一部路線、名古屋市交通局（一部路線を除く）、奈良交通の一部路線などが該当する。

#### 鉄道
二駅しかないものを除く。
北海道
- 札幌市電

千葉県
- 山万ユーカリが丘線
- 舞浜リゾートラインディズニーリゾートライン

東京都
- 都電荒川線
- 東急世田谷線

神奈川県
- 東急こどもの国線

富山県
- 富山地方鉄道富山港線
- 富山地方鉄道富山軌道線

愛知県
- 豊橋鉄道東田本線

京都府
- 嵯峨野観光鉄道嵯峨野観光線
- 京福電気鉄道嵐山本線・北野線 - 普通運賃のみ。定期運賃は距離制。

広島県
- 広島電鉄市内線

愛媛県
- 伊予鉄道松山市内線

長崎県
- 長崎電気軌道

熊本県
- 熊本市電

鹿児島県
- 鹿児島市電

フランス
- パリ地下鉄[1]

## 区間制
路線を区間ごとに区切って、区間をまたぐごとに運賃が加算されてゆく制度。純粋な区間制運賃の場合、バス・乗合タクシーの路線では区界停留所と外方停留所（または普通停留所）という2つの概念で構成される。区界停留所でない途中の停留所で下車する場合は次の区界停留所まで切り上げて計算する。ゾーン制との見分け方は同じ運賃の境界線が駅・バス停上または事業者が独自に設定した地点上にできる点である。
ゾーン制と同じく、均一制と比べてきめ細やかな運賃設定が可能である。主要なターミナル駅・バスターミナルを越えると、同じ区間に属していなければ次の駅・バス停で運賃が変わり、ターミナル駅・バスターミナルを通過する利用者にとっては、特にターミナル駅・バスターミナルを間に挟む3駅・3バス停間において割高感が出る傾向にある。
日本では大都市や地方中核都市の郊外の多くの路線バスで導入されているが、鉄道や乗合タクシーでの導入事例は少ない。ただし後述するように区間制を発展させた「対距離区間制（対キロ区間制）」を採用する鉄道事業者は多い。

### 採用事業者

#### バス
多数に上るため省略する。純粋な区間制運賃（区界停留所と外方停留所（または普通停留所）のみで構成の路線）として、例えば佐世保市営バスの大半の路線などが該当する。

#### 鉄道
- 叡山電鉄 - 普通運賃のみ。定期運賃は距離制。
- 近鉄生駒鋼索線
- 筑豊電気鉄道
- 小田急箱根鋼索線

かつて区間制運賃だった路線
- 京阪大津線 - 現在は対距離区間制。ただし区間制の名残で距離と運賃が一致しないこともある。
- 京福電気鉄道嵐山本線・北野線 - 現在は均一制。

## ゾーン制
「地帯制」とも呼ばれる。路線網を矩形、または同心円状に分けたゾーンで区切って、ゾーンをまたぐごとに運賃が加算されてゆく制度で、区間制の区間を大きく取ったものとも言える。純粋なゾーン制運賃の場合、バス・乗合タクシーの路線では区界停留所と指定停留所という2つの概念で構成される。区界停留所でない途中の停留所で下車する場合はゾーンの中心となる停留所までで計算し、切り捨てとなる場合と切り上げとなる場合がある。区間制との見分け方は同じ運賃の境界線が2つの駅・バス停の間にできる点である。
主要なターミナル駅・バスターミナルの以遠間同士を乗車する場合、乗車・降車する駅・バス停がそのターミナル駅・バスターミナルゾーンを出なければ区間制運賃を採用した場合と比べて割安に感じるが、隣同士の駅・停留所間であってもお互いが違うゾーンに属していれば、同じゾーン内の隣同士の駅・停留所間の運賃と比べて割高感が出る傾向がある。
主に地方中核都市の中心市街地や郊外の路線バス、高速バスや乗合タクシーなどで採用されることが多い運賃制度である。似たような事例としてJRの特定都区市内制度や航空普通運賃のマルチエアポート制度などがある。

### 採用事業者

#### バス
多数に上るため省略する。純粋なゾーン制運賃（区界停留所と指定停留所のみで構成の路線）はあまり多く存在しないが、例えば京福バスの大和田エコラインや定期券ゾーンを区切ってそのゾーン内の普通運賃を均一、ゾーンを跨ぐ場合に運賃を加算するケース（京阪バス）などが該当する。

#### 鉄道
- ロンドン地下鉄[1]

仙台市地下鉄 210円均一運賃エリアの範囲

- 阪堺電気軌道 - 大阪市内区間・堺市内区間をそれぞれゾーンとしている。ただし、2011年（平成23年）1月15日より、堺市からの財政支援をうけて阪堺線の利用者拡大策として、全区間大人200円・小児100円の均一運賃を実施している[9]。
- 仙台市地下鉄では、2015年（平成27年）12月6日の地下鉄東西線開業に合わせ、仙台駅から各方面3駅以内のみを200円（当時）均一運賃とするゾーンを設定した[10]。ゾーン運賃制導入は日本の地下鉄で初[11]。消費税率の引き上げに伴い、2019年（令和元年）10月1日から210円となっている[12]。

## 距離制
運送距離に応じて運賃が加算されてゆく制度。「対キロ制」とも呼ばれる。運送開始時点から「初乗り」と呼ばれる距離に応じた最低運賃が設定され、その「初乗り」を超過すると一定距離ごとに一定額が加算されてゆく。
日本ではタクシー（下記の時間制と併用されるケースが多い）、一部の鉄道事業者の普通運賃や多くの鉄道事業者の定期運賃で採用されている。距離区分の短い対距離区間制と同様であるが、日本の鉄道では、一般的に1キロ毎の区切のものを距離制と呼んでいる。

## 対距離区間制
「対キロ区間制」とも呼ばれる。基本的には距離制運賃と同様だが、「初乗り」超過後の距離区分を長く取ってあるもの。日本では大多数の鉄道事業者で採用している。

## 時間制
運送開始時点（乗車時）からの時間ごとに運賃が加算されてゆく制度。ドイツやイタリアなどの鉄道では多く採用されている。日本ではタクシーなどに見られる。

## カレンダー制
運行日によって運賃が変動する制度。旅客の移動が特定時期に集中する傾向が強い旅客機や旅客船で主流の方式。日本では主に夜行高速バスで見られる。